# Isidoro Abbondo
Isidoro Abbondo (* um 1570; † um 1630) war ein italienischer Komponist.

## Leben
Isodoro Abbondo war ein Komponist im 17. Jahrhundert. Von ihm ist nur die Canzone Deh chi potria mai dire überliefert.

## Werk
- Deh chi potria mai dire, enthalten in der Sammlung Canoro pianto di Maria Vergine sopra la faccia di Christo estinto : a una vocece da cantar nel chitarone o altri instromenti simili : novamente stampati / poesia del rever.mo P. abbate Grillo ; raccolta per D. Angelico Patto Academico Giustiniano ; et posto in musica da diversi auttori con un dialogo, et madregale ; tramutati da l'istesso; 1613 publiziert bei Bartholomei Magni in Venedig. Ausgabe für Sopran und Basso Continuo.[2] RISM ID: 993121367

## Einspielungen
- Deh chi potria mai dire, aus Canoro pianto die Maria Vergine für Gesang und Continuo, 1613. Text: Angelo Grillo. Alida Oliva. Ensemble La Flora, aufgenommen im August 2001 in der Kirche Cristo Re di Tombe in Bologna. Tactus TC610001